# Abram Iljitsch Jampolski
Abram Iljitsch Jampolski (russisch Абрам Ильич Ямпольский; * 17. Oktoberjul. / 29. Oktober 1890greg.; † 17. August 1956) war ein russischer Geiger und Musikpädagoge.

## Leben
Jampolski studierte am Sankt Petersburger Konservatorium Violine bei Sergei Korgujew, einem Schüler von Leopold Auer. Nach dem Abschluss des Studiums 1913 war er u. a. Erster Violinist und Konzertmeister des Orchesters des Bolschoi-Theaters. Ab 1922 war er Professor am Moskauer Konservatorium. Er initiierte hier eine Kinderklasse, die er auch selbst unterrichtete und gründete mit Lew Zeitlin und Konstantin Mostrass das Persimfans, ein sinfonisches Ensemble aus den Mitgliedern des Lehrkörpers des Konservatoriums, mit dem u. a. Joseph Szigeti als einer der ersten bedeutenden Künstler, der nach der Oktoberrevolution in Moskau gastierte, auftrat.
Er war an der Erarbeitung der Vorlesungsreihe Methodik des Violinunterrichtes und Violinspiels beteiligt, gab zahlreiche Violinwerke heraus wie die Violinetüden von Rodolphe Kreutzer und die Capricen von Niccolo Paganini und schrieb Kadenzen zu Violinkonzerten von Wolfgang Amadeus Mozart, Ludwig van Beethoven und Johannes Brahms. 1940 wurde ihm der Doktorgrad verliehen. Zu seinen Schülern zählten u. a. Leonid Kogan, Mark Lubotsky, Igor Besrodni, Nina Beilina, Julian Sitkowetski, Juri Jankelewitsch und Pjotr Bondarenko.
Der Musikwissenschaftler und Geiger Israil Markowitsch Jampolski war sein Neffe.

## Quelle
- Kathinka Rebling (Hrsg.): Violinspiel und Violinpädagogik: Beiträge zum Instrumentalunterricht. Frank & Timme, Berlin 2005, ISBN 3-86596-014-6, S. 228, eingeschränkte Vorschau in der Google-Buchsuche

| Personendaten    | Personendaten                                        |
| ---------------- | ---------------------------------------------------- |
| NAME             | Jampolski, Abram Iljitsch                            |
| ALTERNATIVNAMEN  | Jampolski, Abram; Ямпольский, Абрам Ильич (russisch) |
| KURZBESCHREIBUNG | russischer Geiger und Musikpädagoge                  |
| GEBURTSDATUM     | 29. Oktober 1890                                     |
| STERBEDATUM      | 17. August 1956                                      |